# Jan Nuchelmans
Johannes Cornelis Franciscus (Jan) Nuchelmans (Budel, 31 augustus 1920 – Tilburg, 7 februari 2005) was van 1969-1985 hoogleraar Grieks aan de Katholieke Universiteit Nijmegen. Hij was de opvolger van prof. dr. J.G.A. Ros S.J. (1945-1968) en werd zelf opgevolgd door prof. A.H.M. Kessels (1985-2005).

## Loopbaan
Jan Nuchelmans studeerde klassieke taal- en letterkunde aan de Katholieke Universiteit Nijmegen. In 1946 en 1947 studeerde hij aan de Sorbonne in Parijs. Hij promoveerde in 1949 in Nijmegen op Die Nomina des Sophokleischen Wortschatzes. Vorarbeiten zu einer sprachgeschichtlichen und stilistischen Analyse. Daarna was hij leraar klassieke talen aan het Sint Ursulalyceum in Roermond en docent Latijn en algemene taalwetenschap aan de Katholieke Leergangen Tilburg. In 1967 werd hij hoogleraar Griekse Taal-en letterkunde in Leuven en hij was van 1969 tot 1985 hoogleraar in hetzelfde vak in Nijmegen.

## Familierelaties
Jan Nuchelmans was een broer van de Leidse hoogleraar wijsbegeerte Gabriël Nuchelmans.